# История торговли

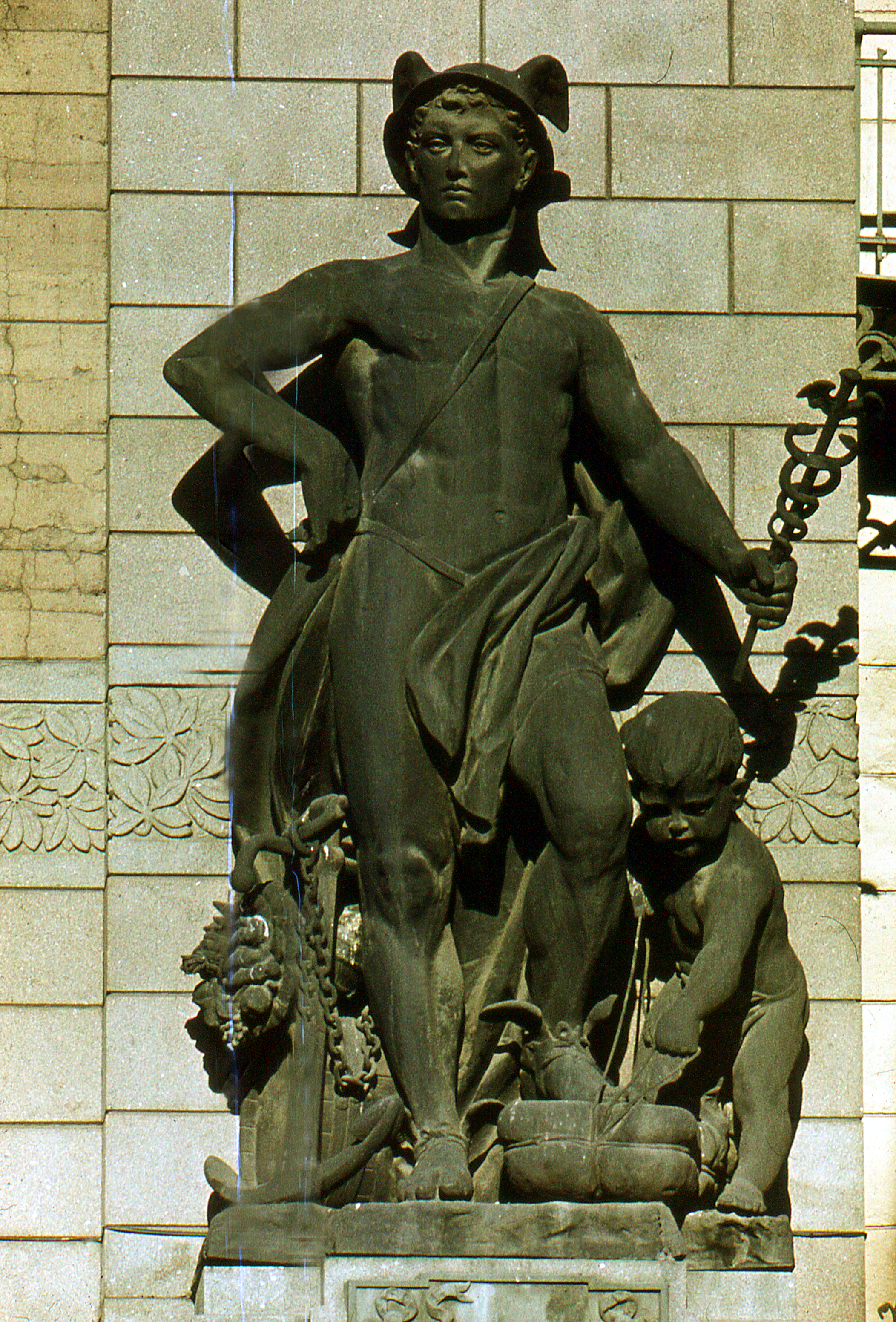
Статуя Гермеса, покровителя торговли

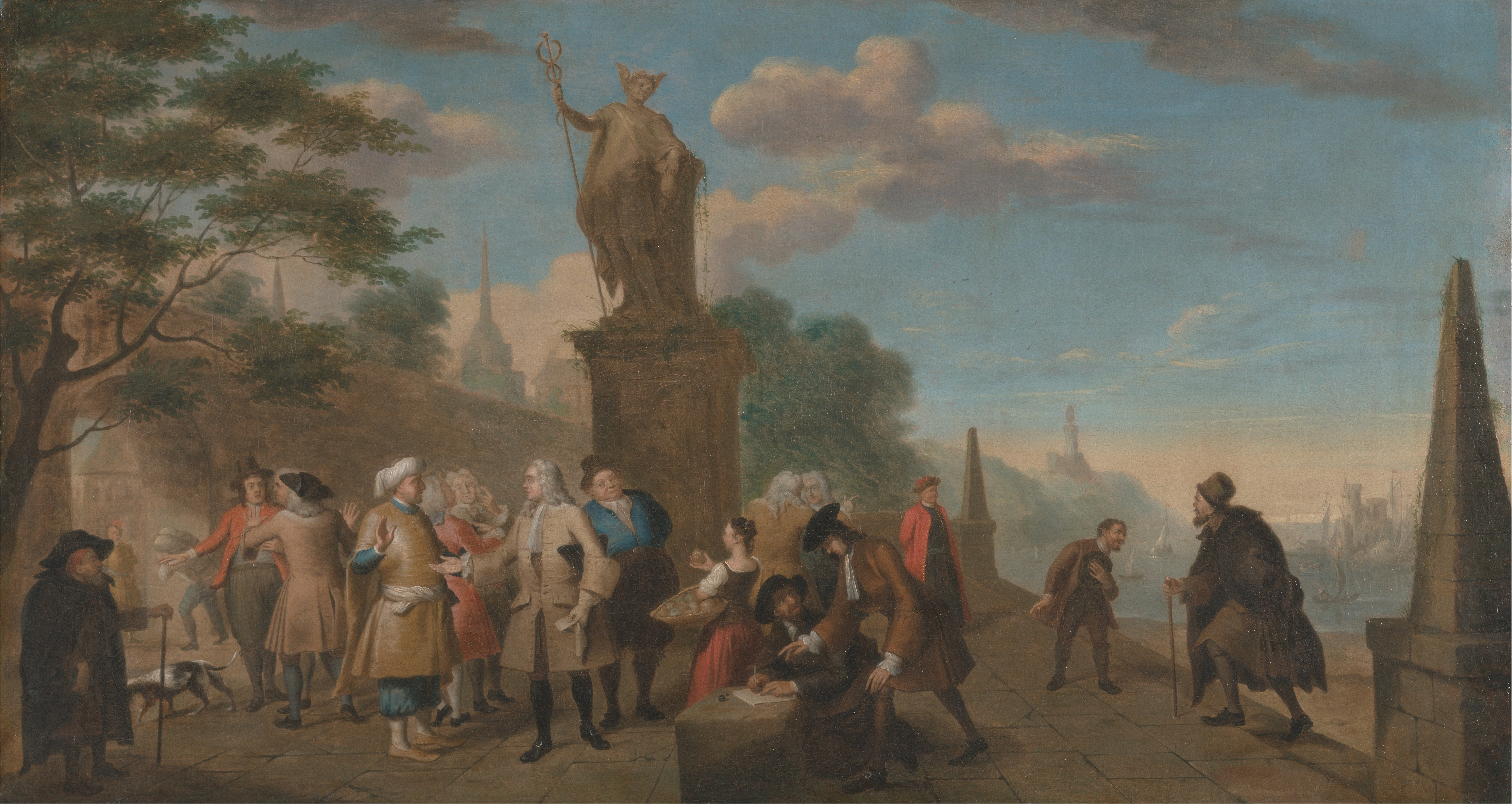
Джон Теодор Хейнс, «Аллегория торговли», 1743 год

Торговля, как процесс обмена товарно-материальными ценностями, известна начиная с каменного века. Как в то время, так и сейчас, сутью торговли является предложение к обмену, либо к продаже товарно-материальных, а также нематериальных ценностей с целью извлечения выгоды из этого обмена.
Торговля возникла с появлением разделения труда, как обмен излишками производимых продуктов, изделий. Обмен сначала носил натуральный характер; с возникновением денег возникли предпосылки для установления товарно-денежных отношений. Торговля является одним из самых могущественных факторов исторического процесса. Нет такого периода в истории, когда она не оказывала бы в большей или меньшей степени влияние на общественную жизнь. Начиная со скромного обмена внутри страны и кончая раскинувшейся по всему миру сетью сложнейших коммерческих операций, разнообразные виды торговых сношений всегда так или иначе реагируют на различные стороны общественной жизни.

## Торговля у первобытных народов
Торговля— один из наиболее верных показателей культурного уровня народа. Если в его обиходе торговые отношения занимают выдающееся место, то и общий культурный уровень его высок — и наоборот. Этнография знает немного народов, которым торговля не была бы известна хотя бы в самой элементарной форме. Таким народом являлись аборигены Огненной земли, которым до знакомства с европейцами и в значительной степени даже позже незнакома была сама идея торговли. Наряду с ними стояли многие из австралийских дикарей. Цейлонские ведды даже придя в соприкосновение с культурными пришельцами, могли додуматься только до самого первобытного вида обмена, который Летурно называл фр. commerce par dépôts (торговля путём складочных мест). Как только усложнятся материальные условия жизни, как только появятся орудия и вообще зачатки промышленности, возникает и идея обмена. Летурно ищет происхождение торговых сношений в обычае обмениваться подарками. Несомненно одно: экономический характер обмен получил не сразу. Первоначально он имел символическое значение, санкционируя союз, мир, дружбу, вступление в более близкие отношения. Первый признак, по которому можно судить, что обмен начинает получать хозяйственное значение — это установление обычая обмениваться предметами более или менее равноценными или считающимися равноценными. Быть может, чтобы отличить обмен, как таковой, от символической мены, дикари ввели в обычай те складочные места, которые уже Геродот отмечает у ливийцев и которые и по настоящее время встречаются, кроме веддов, у эскимосов, у полинезийцев, у африканских мавров, в Абиссинии. Уже у дикарей мы встречаем в эмбриональной форме два существенно необходимых условия для развития торговли: специализацию промышленности и монету. Роль последней в разных местах играют драгоценности, украшения (раковины), меха, рабы, скот и пр.

## Торговля у народов древнего Востока
Первые сведения о существовании торговых отношений встречаются очень рано. Уже за три с половиною тысячелетия до н. э. первый царь Месопотамии из сумерийской династии завел торговые сношения с севером и с югом из своей столицы Сиртеллы. Тысячелетием позже можно уже констатировать довольно сложную систему обмена. До нас дошло огромное количество документов (клинописных), о покупках земли, рабов, строений; мы знаем о существовании кредита, о размерах процентов (17 — 20 % годовых). Три отрасли производства особенно процветали в Месопотамии: выделка оружия, керамика и выделка тканей (вавилонские ковры и крашеные материи). Эти ткани в цветущую эпоху страны, начиная приблизительно с 2000 года до н. э., получают широкое распространение по всему Востоку, а несколько позднее проникают и в Европу. Торговые пути, удовлетворявшие в то же время и стратегическим целям, были проложены по всем направлениям: в Бактрию, в Мидию, в Персию, в Армению, в Индию, в Аравию, в Переднюю Азию. Халдейская монархия, благодаря своему географическому положению, служила посредницей между Востоком и Западом. Караваны доставляли туда продукты Аравии и восточной Африки (золото, благовония), Индии (ткани, металлы и изделия из них, драгоценные камни). Оттуда они перевозились тоже на караванах в Финикию. Персидский залив у ассирийцев мало эксплуатировался в качестве торгового пути. Внутри страны торговля шла главным образом по двум великим рекам Месопотамии: Тигру и Евфрату.
Семитические народы также рано приняли участие в международной торговле. Караван исмаильтян, шедший из Гилеада (Палестина) в Египет с разного рода благовониями (смола, трагакант, ладан, мастика), доставленными, по всей вероятности, из Аравии, купил Иосифа у братьев Бытие; несколько позднее последние отправились в Египет морем с грузом благоуханий, меда, орехов и миндаля, чтобы получить оттуда хлеб. Эти факты указывают на постоянные сношения с Египтом. Более подробные сведения о торговле евреев относятся к эпохе Соломона. Сношения с югом поддерживались очень регулярно; каждые три года флот царя совершал торговые рейсы в Индию и в обмен на дерево и камедь привозил оттуда золото, серебро, слоновую кость, обезьян и прочее. При Соломоне была построена Пальмира (Тадмор), ставшая промежуточной станцией между Палестиной и Востоком; при нём же явилась в Иерусалим царица Савская (из южной Аравии), которая в невиданном до тех пор количестве привезла благовония и драгоценные каменья. Сношения с Финикией поддерживались постоянно; на ярмарках в Тире всегда было множество евреев. Из Аравии в Финикию существовали два пути: один — из Йемена через нынешнюю Мекку и через страны моавитян и аммонитян; другой — из Гадрамаута и Омана через северную пустыню и Дедан, а потом к западу, где он соединялся с путём караванов Йемена.
В Египте в эпоху постройки пирамид господствовало натуральное хозяйство; незначительный внутренний обмен имел меновой характер. Только в начале XVI века до н. э. обнаруживается в египте влияние азиатского востока; появляется монета (медные слитки). В эту эпоху торговля — по преимуществу сухопутная. Главные пути её сосредоточиваются у Мемфиса и Фив. Рамзес II начал постройку канала, соединяющего Нил с Красным морем; Нехо его продолжал. Это был главный водный путь до основания Александрии. Две дороги вели из Фив на юг, в Эфиопию и Мерое; одна шла по берегу Нила, другая — через пустыню. С Карфагеном Фивы сносились через оазис Аммона и большой Сирт. Сношения с берегом Красного моря не представляли никаких затруднений. Египет получал в эту эпоху главным образом предметы роскоши — драгоценные камни, металлы, дерево, благоухания, сосуды и прочее; но даже после Псамметиха торговля в Египте не приобрела сколько-нибудь серьезного значения. Настоящий торговый расцвет наступил здесь лишь после основании Александрии.

## Значение финикиян в истории торговли
С финикиянами торговля вступает в новую фазу развития. Раньше она почти не выходила из рамок простого обмена продуктами между различными государствами и племенами Востока; теперь она становится всемирной и делается по преимуществу морской. Первоначально, впрочем, финикияне не отваживались пускаться в долгие морские путешествия; они посещали ближайшие места: Индию, Палестину, Аравию, Египет, Грецию — морем, Месопотамию, Армению — сухим путём. Особенно тесные торговые связи существовали у финикиян с евреями. В обмен на местные (строевой лес, плоды и металлы) и привозные (слоновая кость, драгоценности, стекло и прочее) продукты финикияне получали из Палестины зерно, масло, вино и всякого рода сырье. Из Сирии они получали вино и тонкую шерсть, которую окрашивали своей знаменитой пурпуровой краской и развозили по всему миру, из Каппадокии — лошадей, с Кавказа — мулов.
Все предметы торговли обменивались одни на другие и финикияне получали громадные барыши. Эти барыши ещё во много раз увеличились, когда финикийские купцы стали заезжать дальше на запад по Средиземному морю. Осторожно пробираясь берегом, они достигли Испании, где основали колонию (нынешний Кадис). Серебро из рудников Пиренейского полуострова обменивалось на продукты Востока; оттуда вывозили масло, воск, вино, хлеб, шерсть, свинец и пр. Геркулесовы столпы не остановили финикийских купцов; они добрались до Балтийского моря, всюду завязывая торговые отношения; и вывозили из селений Европы рыбу, кожи, янтарь, олово. Лет за 1000 до н. э. финикийская торговля находилась в полном расцвете. Строго сохраняя тайну своих западных плаваний, они нераздельно царили на море от Индии до Ютландии, доставляя Западу произведения Востока и наоборот. Но упадок этой торговли наступил так же быстро, как и расцвет. Внутренние неурядицы и вражеские нашествия исчерпали силы маленького народа; его торговой монополии наступил конец, но одна из его колоний, Карфаген, впоследствии сделалась великой торговой державой.

## Торговля древних персов
Торговля у древних персов получила громадный толчок благодаря деятельности Дария Гистаспа. Он закончил строительство канала Рамзеса и Нехо, произвел денежную реформу для облегчения обмена, покрыл своё громадное государство целою сетью дорог и промежуточных станций, которые столько же служили военным, сколько и торговым целям, исследовал течение Инда и берега омывавших его державу морей. Промышленность достигла цветущего состояния; персидские материи и ковры, мозаичные и эмалевые изделия, мебель из драгоценного дерева не имели соперников. Продукты Индии развозились караванами по всему государству; арабы были посредниками в отношениях с югом, греческие колонии малоазиатского прибережья, подвластные персам — с западом и севером. И здесь упадок наступил вскоре после расцвета; потеря западного побережья Малой Азии была его первым моментом.

## Торговля в древней Греции
Факт существования отношений между финикиянами и греками в микенскую эпоху можно считать, по-видимому, установленным. Финикияне привозили восточные товары, увозили сырье. Благосостояние прибрежных обитателей возрастало, потребности увеличивались; туземная промышленность стала подражать заморским изделиям. Восточное влияние распространялось главным образом по восточным берегам Эллады, по пяти заливам: Лаконскому, Аргивскому, Сароническому, Евбейскому и Пагасейскому; культурным центром был Аргос.
Главной отраслью промышленности в микенскую эпоху была металлическая. Металлов, добываемых из местных рудников, как в Элладе, так и на островах и на малоазиатском берегу, не хватало; финикияне привозили медь и олово. Металлы сделались наиболее ценным объектом торговли и внутри страны, где мерилом ценности был скот. В VIII веке до н. э. начинается мореплавание и у греков, но влияние финикиян не падает. Восточный импорт держится: финикийские корабли привозят серебряные сосуды из Сидона, металлические брони из Кипра, полотняные хитоны, стекло, слоновую кость; с Востока же греки получали некоторых домашних животных и растения. Из Фракии в Элладу ввозились кубки, мечи; очень оживленные отношения существовали между малоазиатскими греками и их соседями — лидийцами, ликийцами, карийцами.
Настоящий торговый подъём в Греции начинается вместе с колонизацией. Эллины постепенно заселяют чуть не все побережье Средиземного моря, берега Эвксинского Понта и Пропонтиды, острова Эгейского Архипелага, открываются торговые сношения со скифами, с фракийцами, с туземными племенами Малой Азии и Кавказа, с ливийцами, с обитателями Италии, южной Франции, Испании. В середине VII века до н. э. сюда присоединяется Египет. Аттика доставляла масло и серебро, Беотия — хлеб, острова — вино, Кифера — пурпур, Лакония — железо. Импорт состоял, главным образом, из всевозможного сырья и рабов; но Восток и Этрурия ввозили в Грецию и продукты своей промышленности. Главным предметом ввоза был хлеб, которого даже в Аттике хватало лишь в обрез.
Скот и драгоценности, как мерила ценности, сначала уступили место слиткам меди и железа, а затем благородным металлам, по весовым единицам; наконец, из Лидии была заимствована монета. В VII веке до н. э. первое место в торговом отношении принадлежало Эгине; только Коринф мог соперничать с нею.
В VI веке до н. э. постепенно начинают выдвигаться Афины и с помощью Коринфа одолевают Эгину. Успехи торговли ведут за собою повсюду падение землевладельческой аристократии. Попытки коринфских Кипселидов и афинских Пизистратидов поднять мелкое землевладение не приводят ни к чему, и оба города, в V веке до н. э., превращаются в купеческие республики. Земледелие не могло выдержать конкуренцию Понта, Сицилии, Египта и южной Италии. В V веке до н. э. в Пирей ввозилось ежегодно не менее 300 000 центнеров хлеба, а общий импорт во все гавани Эгейского моря достигал нескольких миллионов центнеров. Доход с торговли был пропорционален величине риска; если плавание в Сицилию и Италию давало до 100 %, то плавание по Архипелагу приносило не более 20 — 30 %.
Таково было положение дел в эпоху высшего торгового расцвета, следовавшего за греко-персидскими войнами. Пелопоннесская война повела за собою уменьшение народонаселения, разорение страны, податной гнет, экономические кризисы; но даже Афины, больше всего пострадавшие от войн, не утратили всех своих сил и сохраняли своё торгово-промышленное значение. Сиракузы заняли первое место среди западных эллинских городов и сохраняли его вплоть до возвышения Александрии; Эфес сделался промежуточным пунктом, через который шла торговля с Малой Азией; на юго-востоке вырос Родос, соперничавший с самыми крупными торговыми центрами греческого мира.
Соответственно промышленному развитию растет и торговля. В морской торговле значительность риска рано привела к образованию торговых компаний, простейшим видом которых был бодмерейный договор. Денежная ссуда под залог судна и груза оплачивалась дороже, чем простая денежная ссуда; в то время, как процент по первой достигал 30 %, по второй редко поднимался выше 18 %. Поход Александра Великого в Египет навел его на мысль, что торговля Индии гораздо удобнее может идти через Египет, чем старым путём. В устьях Нила появилась Александрия, которой её основатель предрек роль торговой посредницы между Востоком и Западом. При Птолемеях большой торговый флот в Красном море служил для отношений с Индией; по Нилу совершалась торговля с Эфиопией, откуда шла, главным образом, слоновая кость. С подчинением Риму торговая деятельность Александрии — как и Византии, другого порта, соединявшего Запад с Востоком, — значительно возросла.

## Карфаген и Этрурия
Когда под ударами Александра пал Тир, Карфаген принял коммерческое наследие своей метрополии. История Карфагена особенно интересна тем, что торговые соображения у него были всегда на первом плане. Государственное устройство, завоевания — все приноравливалось к экономическим потребностям. Сохранить за собою торговую монополию в западной части Средиземного моря — такова была основная задача. Чужие суда изгонялись, а при случае и потоплялись; всякая другая морская держава, желавшая вступить в отношения с могущественной республикой, должна была торговать исключительно в самом Карфагене. Необычайно выгодное географическое положение ставило торговлю Карфагена в очень благоприятные условия. Караваны, регулярно ходившие внутрь Африки и в Египет, привозили оттуда черное дерево, слоновую кость, золото, страусовые перья, финики, невольников; европейские колонии доставляли шерсть, металлы, хлеб. Карфагенские фабрики перерабатывали сырье и выпускали на рынок ткани, металлические изделия и стекло.
В эпоху расцвета карфагенского могущества в Италии выросла Этрурия, также сыгравшая роль в истории торговли. Она заключила союз с Карфагеном; в 540 году до н. э. союзники разбили фокейских колонистов у Алалии (Корсика) и оттеснили их на материк (Массилия). Могущество Этрурии продолжалось недолго; после его падения греческие пираты сделались смелее, так что Риму с Карфагеном пришлось договариваться об их истреблении. Несколько времени спустя возвышение Рима покончило и с греками, и с этрусками, и с карфагенянами.

## Торговля в древнем Риме
В древнейшее время торговля в Италии ограничивалась отношениями между соседними общинами. Рано появились периодические ярмарки, приуроченные к празднествам; наиболее значительная из них была у Соракты, этрусской горы недалеко от Рима. Здесь торговля происходила вероятно раньше, чем появился в центральной Италии греческий или финикийский купец. Орудием обмена служили скот, рабы, позднее металл (медь) в весовых слитках, Благоприятное географическое положение Рима скоро сделало его складочным пунктом для всего Лациума.
Первоначальный скромный обмен оживился, когда в Италии появились греческие поселения, и этрусские купцы завели тесные сношения с греческими. Поселения восточного берега Италии стали входить в непосредственную связь с Грецией; Лациум обменивал своё сырье на мануфактуру у южноиталийских и сицилийских греков. Такое положение дел сохранялось до тех пор, пока Рим не приступил к распространению своего владычества до естественных границ Италии. Римские денарии, говорит Моммсен, ни на шаг не отставали, от римских легионов. И заморские войны Рима отчасти имели причиной торговые интересы республики.
Промышленным центром, способным конкурировать с Востоком и Карфагеном, Рим не сделался; только торговля в крупных размерах могла стать для него настоящим источником богатства. Пунические войны, сокрушившие Карфаген, и поход в Грецию, покончивший с Коринфом, доставили римскому купечеству возможность пустить в оборот свои капиталы. Первым шагом после римского завоевания было обыкновенно введение римской денежной системы. Серебряные монеты вошли в обиход с III века до н. э., а золото (преимущественно в слитках) — во время пунических войн. Портовые пошлины сделались важной финансовой статьей. К кругу стран, с которыми римляне находились в отношениях, присоединились страны Востока. Но и теперь, как до конца своих дней, Рим исключительно ввозил, выплачивая за заморские продукты тем золотом, которое набиралось в покоренных странах государством и откупщиками.
Империя доставила миру успокоение, которое прежде всего отозвалось на упорядочении и урегулировании торговли. Таможенные преграды не стесняли больше торговлю, дороги были безопасны от разбойников, моря не кишели пиратами. Из учреждений времен империи заслуживают внимания horrea — государственные склады, главным образом зернохранилища, куда поступал африканский и египетский хлеб. Второе место среди предметов ввоза занимало мясо. Из-за границы привозились в Рим целые стада; молочные продукты шли из Галлии и Британии. Разнообразнейшие сорта рыб потреблялись как в свежем, так и в соленом и маринованном виде. Овощи и фрукты также в огромном количестве приходили из-за границы; Карфаген и Кордова славились артишоками, Германия — спаржей, Египет — чечевицею; яблоки шли из Африки, Сирии и Нумидии, сливы — из Сирии и Армении, вишни — с Понта, персики — из Персии, абрикосы — из Армении, гранаты — из Карфагена. Вина Италия производила вообще много, но и его в эпоху империи не хватало; вино привозилось из Греции, Малой Азии, островов, позднее из Галлии и Ретии. Масло, в огромном количестве потреблявшееся в банях, доставлялось из Африки. Крупным объектом торговли была и соль. Для римских домов и вилл издалека привозилась мебель из ценного дерева, изукрашенные серебром софы, мрамор, драгоценные статуи. Финикия, Африка и Сирия доставляли пурпурные материи, Китай — шелк и шелковые ткани; выделанные кожи шли из Финикии, Вавилонии, Парфии, сандалии — из Ликии (знаменитая фабрика в Патаре), бронза и медь — из Греции и Этрурии, мечи, кинжалы, панцири — из Испании.
В I—III веках Римская империя представляла из себя величайшую область свободной торговли, какую только знает история. Единство монеты, меры и веса, свободное плавание всех повсюду, цветущее состояние промышленности в Испании, Малой Азии, Сирии, Египте, Северной Италии, отчасти Греции, высокий уровень земледелия в Африке и на прибрежье Чёрного моря — все это способствовало процветанию торговли. Случайное открытие Цейлона при Клавдии указало новый путь в Индию. Но это благосостояние продолжалось недолго. При Диоклетиане наступил страшный экономический кризис, от которого римская торговля уже не смогла оправиться. Напрасно императоры старались поправить дело, установляя тесную опеку над всеми сферами хозяйственной жизни, регламентируя земледелие, ремесла, торговлю. Все было напрасно, так как государство преследовало не народно-хозяйственные, а фискальные цели. Международные отношения все сокращались, а потом появились варвары, и страшный упадок культуры закончил собою историю Римской империи.

## Византия и левантская торговля до появления арабов
Денежный крах конца III века для восточной половины империи оказался менее гибельным, чем для западной. Как только брожение, вызванное варварами, более или менее улеглось или пронеслось на Запад, восточная империя снова стала устраиваться, военный престиж её воскрес, отношения с Востоком стали возобновляться. Со времен Юстиниана (527—565) Византия становится посредницей между Востоком и Западом и сохраняет свою роль до тех пор, пока буржуазия итальянских и южнофранцузских городов не отбила у неё этого положения. В средние века Левант был главной целью европейской торговли. То, что позднее стало в изобилии получаться из Америки, — например, хлопок и сахар — теперь шло из Сирии, Малой Азии, Кипра; индийские куренья и пряности тоже могли быть добыты только на Востоке; шелк производился сначала только в Китае.
Выгодное торговое положение Византии обусловливалось прежде всего географическими условиями. Только с Китаем она не могла торговать непосредственно; китайцы морем не ездили дальше Цейлона, а караваны их доходили только до Туркестана. В дальнейшем движении к Византии китайский шелк неминуемо должен был пройти через Персию. Юстиниан тщетно старался организовать доставку его морем в Эфиопию, чтобы избежать враждебной Персии. Индийские товары на туземных или персидских кораблях также доставлялись на берега Персидского залива, но торговля с Индией шла и непосредственно, через греческую гавань на Красном море, Клисму (около нынешнего Суэца). С Эфиопией торговля, крайне выгодная (куренья, драгоценные камни, слоновая кость), шла частью через Александрию, частью морем; жители Эфиопии занимались также перевозкой греческих купцов в Индию и транзитом индийских товаров. Под конец Юстинианова царствования миссионеры похитили у Востока тайну производства шелка. При Юстине II в Византийской империи существовала уже шелковая промышленность, сосредоточившаяся преимущественно в Сирии. Сирийцы стали искать рынки и на Западе. В меровингскую эпоху мы их встречаем не только в Нарбонне и Бордо, но даже в Орлеане и Туре; их корабли привозили не только шелк, но и вино, выделанные кожи, дорогие материи для украшения храмов. За сирийскими купцами последовали египетские, с местными произведениями (папирус и прочее). В Италии, пока она принадлежала Византии, восточных купцов было ещё больше. В Германии их встречали только в романизованных областях — по Рейну и Дунаю.

## Арабское завоевание. Левантская торговля до крестовых походов
Во второй половине VII века наиболее промышленная часть Византийской империи попала в руки арабов. Арабам и до Магомета не была чужда торговая деятельность. В первое время после принятия ислама эта деятельность сильно ослабела, но когда полудикие кочевники сделались обладателями цветущих провинций, когда при Аббасидах появилась невиданная дотоле роскошь, старые коммерческие инстинкты проснулись с новою силою. Аббасидские халифы энергично поддерживали торговлю, прокладывали дороги, поощряли купцов. Наряду с Дамаском, через который проходили караваны из Малой Азии в Аравию и Египет и наоборот, явились два ещё более благоприятных для торговли центра: Бассора, господствующая над Персидским заливом, и Багдад, при слиянии Евфратского канала с Тигром; через Евфрат шли отношения с Малой Азией, Сирией, Аравией и Египтом, а центральная Азия соединялась с Багдадом караванным путём, шедшим через Бухару и Персию.
Сказка о Синдбаде мореходе из «Тысячи и одной ночи» указывает на Малакку, как на крайний пункт, до которого доезжали торговцы; при Гарун Альрашиде (785—800) они проникали и дальше. Гавань и рынок Кантона в Китае открылась для чужеземных купцов в 700 году, и арабские мореходы воспользовались этим довольно рано. При династии Тан (620—970) китайские купцы сами огибали юго-восточный угол Азии, посещали Малабарский берег в Индии и нередко поднимались вверх по Персидскому заливу, обыкновенно до Сирафа (на восточном берегу залива). Торговля с Китаем, как и китайская шелковая промышленность, испытала жестокий удар во время восстания 875 года. Страна была разорена, чужеземные купцы подверглись насилиям. Главным торговым центром теперь сделался Калах, на Малакке. Сюда съезжались китайские купцы с арабскими, чтобы обмениваться своими товарами и закупать местные произведения: алоэ, сандальное дерево, кокосовое, мускатные орехи, олово. Посещение Индии было ещё легче. В различных её пунктах, особенно на Цейлоне, были целые арабские колонии.
Менее значительна была морская торговля с западом, с южным побережьем Аравии, с Эфиопией и Египтом. Главным центром тут был Аден. С севером поддерживались постоянные караванные отношения. В Иерусалиме восточные купцы сбывали свой товар европейским пилигримам; богомольцы часто заходили в Дамаск и другие близлежащие торговые центры.
Торговые отношения Леванта с западом поддерживались главным образом византийцами. Потребность в восточных товарах делалась все сильнее по мере того, как развивалась роскошь в восточной империи и выяснялась необходимость в восточных лекарствах. Торговые отношения, заглохшие было после арабского завоевания, возобновляются в IX веке, несмотря на приказы императоров не водиться с неверными. В Антиохии, Трапезунде, Александрии греческие купцы получали от арабских необходимые им продукты. Из этих трёх пунктов товары через Средиземное и Чёрное море и частью сухим путём через Малую Азию приходили в Константинополь, Фессалоники и Херсонес.

## Торговля Европы с Левантом до крестовых походов
В северном направлении торговля шла двумя путями: восточным, через арабов, и западным — через византийцев. Арабские купцы по Каспийскому морю доходили до устьев Волги и затем вверх по реке достигали столицы волжских болгар. Болгары ко времени прибытия арабских купцов скопляли у себя меха, оплачивая их арабскими же деньгами. Скандинавские купцы частью сами появлялись на Волге, частью привозили свои товары (меха, перья, китовый ус, ворвань, вероятно — шерсть) в Новгород, где обменивали их на арабские деньги. Таким образом между отдаленным югом и крайним севером установились правильные сношения; юг почти исключительно покупал, ибо в его товарах полудикие северяне почти не нуждались.
Западный (великий греческий) торговый путь шел из Чёрного моря вверх по Днепру, затем сушей до Ловати через озеро Ильмень, Волхов, Ладожское озеро и Неву — в Балтийское море. Он проходил через два главных торговых центра Руси: Киев и Новгород. Славяне вывозили в Царьград меха, мед, воск, рабов. Этим же путём преимущественно пользовались варяги. Западный путь держался гораздо дольше, чем восточный. Те товары, которые арабские купцы привозили на Волгу, а славяне — в Киев и Новгород, потреблялись главным образом в Германии, которая в обмен посылала меха соболя, янтарь и пр. Славянские купцы и сами заезжали в Германию. Были торговые пути в юго-восточную Германию, но торговля там была очень незначительна. Благодаря скандинавским и немецким купцам, левантская торговля заходила даже в Англию.
Торговые отношения Франции с Востоком увеличились при Карле Великом, благодаря упорядочению администрации и установлению дипломатических сношений с аббасидским двором; но при преемниках Карла, из-за норманнских набегов и сарацинских пиратов, они почти совершенно прекратились, и левантские товары попадали во Францию чуть ли не исключительно через руки итальянских купцов. Италия уже теперь, как и после крестовых походов, играла первенствующую роль в торговле Европы с Левантом. Из её городов первое место по размеру торговли в эту эпоху занимали Амальфи на юге и Венеция на севере.
Амальфи находился в постоянных торговых сношениях с арабами уже в 870 году; его купцам, считавшимся подданными Византии, открыты были все греческие города для беспошлинной торговли. В Константинополе у них была своя контора. Они вывозили на запад греческие товары и доставляли любителям знаменитую греческую пурпурную шелковую ткань, несмотря на запрещение её вывоза. В Антиохии у них были постоянные связи, в Иерусалиме — постоялые дворы; в египетских городах они были желанными гостями. В магазинах Амальфи всегда в изобилии находились самые драгоценные и редкие товары, особенно шелковые материи. Торговые законы Амальфи (Tabula Amalfitana) сделались торговым правом Европы. Положение дел изменилось, как только Амальфи перешло во владение норманнов (1077 год). Из подданных Византии амальфитанцы поневоле сделались её врагами; поддерживать конкуренцию с Венецией стало им не под силу, и их торговля стала быстро падать.
Венеция уже в IX веке имела постоянные отношения с Сирией и Египтом. Она вывозила на восток шерстяные материи, строевой лес из Далмации, оружие и рабов. Из Византии венецианцы привозили русские горностаевые меха, тирский пурпур и узорчатые материи. Венецианские галеры перевозили византийскую почту. Византийским императорам не нравилось, что венецианцы продавали сарацинам оружие и строевой лес, ибо как раз в это время велась энергичная борьба с мусульманами на море (критский поход Никифора Фоки). По настоянию Иоанна Цимисхия эта продажа была прекращена, но торговля с сарацинами не прекратилась. Дож Орсеоло (991—1009) добился у императоров Василия II и Константина таможенного тарифа, обеспечивавшего венецианских купцов от произвола византийских портовых чиновников. Ввозная пошлина была определена в 2 солида с корабля, вывозная — в 15 солидов, с тем условием, что венецианцы не будут привозить на своих кораблях товаров амальфитанцев, барийцев и евреев (992 год). Около 1000 года Орсеоло подчинил республике разбойничье население Далматинского побережья, что совершенно обезопасило путешествии в Византию. Особенно благоприятен для Венеции был диплом 1084 года, данный ей Алексеем Комнином в благодарность за помощь, оказанную ему Венецией в борьбе с Робертом Гвискаром. В силу этого диплома венецианцы получили право беспошлинной торговли во всех портовых городах, принадлежавших империи. Амальфи за право торговать в Византии был обложен пошлиною в пользу Венеции.

## Евреи-купцы до крестовых походов
Рассеянные по всему миру, евреи находились в условиях очень благоприятных для развития крупных торговых отношений. Только им обязана Европа поддержкой торговых отношений между крайним Западом и крайним Востоком. Они в буквальном — по тогдашнему — смысле проходили мир из конца в конец. Пользовались они четырьмя путями. Первый сначала шел морем из какой-нибудь южнофранцузской или испанской гавани до Фарамы в Египте, потом по суше через Суэцкий перешеек до Колсума, оттуда Красным морем вдоль западного берега Аравии в Индийский океан. Другой морем приводил к устьям Оронта в Малой Азии, оттуда шел сушей через Антиохию и Алеппо к Евфрату, по Тигру в Персидский залив и Индийский океан; из Индийского океана была открытая морская дорога в Китай. Другие два пути были по преимуществу сухопутные: через Испанию и Гибралтарский пролив в Африку, по её северному побережью в Сирию, затем в Вавилонию и оттуда через южные провинции Персии в Индию и Китай — или по европейскому материку до столицы хазар (Итиль в устье Волги), а оттуда по Каспийскому морю через Транс-Оксанию (Бухара) и страну уйгуров в Китай.
Европейские торговцы привозили на Восток евнухов, рабов и рабынь, византийские шелка, меха, сабли, а увозили на Запад мускус, камфару, алоэ, корицу и т. п. продукты; по дороге они развозили и местные товары. Рассыпанные повсюду еврейские общины очень облегчали отдаленные путешествия. В Германии в раннюю эпоху такие общины были, кажется, только в Майнце и Вормсе, но во Франции их было очень много, даже в селах: у каждого феодала имелся свой еврей, которому за известные платежи предоставлялось исключительное право отдачи денег в рост. Торговля была главным занятием евреев, и при хорошо организованной агентуре, при постоянных отношениях с Амальфи и Венецией, с Испанией и Русью, они всегда могли скоро и аккуратно исполнить какой угодно заказ. Драгоценности всякого рода, дорогое оружие, лошади арабских кровей из Испании, русские меха, восточные благоухания, ковры, шелковые и бумажные ткани — все это феодальный барон мог достать довольно скоро у ближайшего еврея. Правильной торговли, однако, не было, ибо потреблялись все эти товары в минимальном количестве.

## Торговля в Европе до крестовых походов
Евреи и в раннее средневековье не были единственными купцами в Европе. Несмотря на покровительство которым они пользовались со стороны королевской власти, им трудно было конкурировать, с христианскими купцами, потому что католическое общество было нетерпимым. Когда можно было купить у еврея или у своего, все предпочитали последнее.
В центре торговли стояла Италия. С Германией отношения были довольно затруднительны; нужно было или обходить главный Альпийский хребет (через Кур на востоке, Сен-Морис, Мартиньи и Зиттен на западе), или искать удобных проходов через горы. В Пьемонт и западную Ломбардию переваливали через большой Сен-Бернар; Симплон не пользовался популярностью, Сен-Готард не был даже известен; мало пользовались и рейнскими проходами (Лукманир и др.), так что наряду с Сен-Бернаром были в употреблении только два восточных прохода — Септимер и Юлиер.
Главная торговля шла почти исключительно через Сен-Бернар; этим путём доставлялись преимущественно предметы, необходимые для церкви — ладан, воск, драгоценности. Главным торговым городом в ту эпоху был Майнц. Немецкие купцы приезжали на ярмарки в Феррару и в Павию, куда Амальфи и Венеция посылали товары. Итальянские купцы за Альпами появлялись редко: они бывали, кажется, только в Регенсбурге и на ярмарке в Сен-Дени. С Францией, кроме альпийских проходов и Роны, можно было торговать и морем. Путешествия французских купцов не простирались на восток дальше Амальфи, где они обменивали на восточные товары шерсть и краски. На западе по Средиземному морю французские купцы не ездили дальше Барселоны. Испания вывозила в ничтожном количестве свои минеральные богатства, причем Каталония и тогда шла во главе промышленного развития страны.
Английская торговля шерстью существовала со времен Альфреда Великого, а торговля металлами — ещё раньше. В англо-саксонскую эпоху велись отношения с Португалией, западным берегом Франции, Фландрией, Германией. Главной потребительницей английской шерсти была Фландрия.
Слабое развитие торговых отношений объясняется господством натурального хозяйства. Население, рассеянное в селах, было замкнуто в обособленные хозяйственные группы, каждая из которых легко себя удовлетворяла. Все необходимое — хлеб, мясо, одежда, оружие — было дома; искать на стороне приходилось только предметы роскоши и церковные принадлежности. Существовали лишь слабые зародыши промышленности гончарной (на Юге Германии), оружейной и шерстяной; последняя всецело находилась в руках фризов, которые рано начали спускаться по Рейну, чтобы в обмен на свои материи получать из Верхней Германии хлеб и вина; в последующую эпоху (IX — Χ века) их поселения существовали в Майнце, Вормсе, Кельне, Страсбурге, Дуйсбурге. Вообще, торговля была очень затруднена, как вследствие общей необеспеченности и тревожного времени, так и незначительного её развития.

## Крестовые походы. Расцвет левантской торговли
Эпоха крестовых походов знаменует поворот в истории европейской торговли. Уже один факт знакомства европейских рыцарей с роскошью Византии и Востока должен был значительно усилить спрос на восточные товары; кроме того, явилась возможность обходить Византию. Если раньше амальфитанские и венецианские купцы заезжали в сирийские портовые города, то это было исключением: обычными рынками были Византия и частью города северной Африки. Благодаря крестовым походам отношения с левантскими портами сделались регулярны.
Воспользовались этим обстоятельством прежде всего три могущественных итальянских республики: Венеция, Генуя и Пиза. Обе соперницы Венеции только теперь получили возможность успешно конкурировать с нею: раньше они в тесном союзе вели упорную борьбу с сарацинами, которые владели Сицилией и Сардинией и своими кораблями затрудняли торговые отношения. В 1015—1016 годах сарацины были вытеснены из Сардинии; в 1070 году норманны завоевали Сицилию. Чтобы перевести на Восток шедших через Италию крестоносцев первого похода, нужны были корабли; их доставили Венеция, Генуя и Пиза, флоты которых и позже неоднократно участвовали в военных действиях.
Все это, конечно, делалось не даром. Итальянцам первым всецело открылись левантские порты. Теперь им не было необходимости делиться своими прибылями с греческими купцами; караваны из Багдада и Дамаска подвозили в Сирию товары в каком угодно количестве, и их можно было получать гораздо дешевле, чем в Константинополе или Херсонесе. Иерусалимские короли и другие христианские князья предоставили генуэзцам, венецианцам и пизанцам полную свободу в торговых делах. Во всех приморских городах Леванта возникли итальянские колонии, причем генуэзцы и венецианцы захватили львиную долю в Сирии, а пизанцы — в Африке. Итальянские купцы предпринимали путешествия в глубину Азии и получали дорогие товары на месте. Это имело громадное значение, потому что торговля на Востоке в конце XI века была такая же оживленная, как и при Аббасидах. Она теперь сосредоточивалась, главным образом, у южных берегов Аравии и в Персидском заливе (Аден и остров Кейш или Киш). Отсюда предпринимались путешествия в Индию и Китай (Канфу), сюда привозили мускус, алоэ, алойное дерево, перец, кардамон, корицу, мускатные орехи, камфору; персидская сера вывозилась в Китай, китайский фарфор в Грецию, греческая парча в Индию, индийская сталь в Алеппо, стекло из Алеппо в Йемен.
Самой большой эмпорией Востока был Багдад, куда стекались произведения Персии, Центральной Азии и Китая. До нас не дошло сведений о том, достигали ли европейские купцы до Багдада; но в северной Месопотамии полвека (1098—1144) существовало эдесское графство, куда, вероятно, заезжали сирийские и армянские купцы. Главные транспорты шли через Алеппо в Антиохию, Лаодикею и Дамаск. Иерусалимское королевство сделалось значительным торговым государством; здесь, в больших чем когда-либо размерах, происходил торговый обмен между Востоком и Западом. Важнейшим портом королевства была Акка (Сен-Жан д’Акра); за нею следовали Тир, Бейрут, Яффа и др. Даже Иерусалим был значительным караванным центром, ибо туда вели торговые пути из Аравии и Египта. Наконец, сами владения крестоносцев производили много продуктов, которые массами отправлялись в Европу; фрукты (апельсины, лимоны, смоква, миндаль) из Триполи и Тира, вино из ливанских виноградников, оливки, сахарный тростник, хлопок и шелк в сыром и обработанном виде, триполийские шелковые ткани, тирское стекло и проч. Итальянским и прочим европейским купцам (Барселона, Монпелье, Нарбонна, Марсель скоро пошли по следам Венеции, Генуи и Пизы, хотя и не могли сравняться с ними) открылся невиданный простор; их благосостояние стало быстро возрастать.
В византийской империи итальянцы успешно конкурировали с местными купцами; первые три Комнина, особенно Мануил, всячески им благоприятствовали. Они стали отнимать рынки у византийцев, которым сильно вредил установившийся в Византии обычай чеканить низкопробную монету. Глухой ропот против западнической политики Комнинов перешел при Алексее II (1183 год) в открытую революцию, поднятую главным образом купцами и ремесленниками. Она сопровождалась избиением всех чужестранцев, большинство которых были итальянские купцы. Но византийская торговля от этого ничего не выиграла, а погром 1183 года сталя одним из поводов для завоевания Константинополя крестоносцами четвертого похода (1204 год). При дележе Венеция, достигшая теперь апогея своего могущества, захватила почти все острова — Крит, Корфу, Эвбею, — гавани Херсонес, Галиполи; в Константинополе она расширила свой квартал и приобрела такое влияние, что одно время была мысль перенести резиденцию дожа в столицу империи.
Венеция сделалась первой торговой державой в Греции. С пизанцами она в 1206 году заключила тесный союз; генуэзские купцы только в 1218 году добились statu quo ante. В 1247 году итальянцы появляются в Киеве, в 1260 году — в Крыму, около того же времени — в Азове; во владения иконийского султана они проникли очень рано; даже заклятый враг франков — никейский император Ласкарис — позволил венецианцам беспошлинно торговать у себя.
Возвращение Константинополя в руки византийцев (1261 год) принесло торговое преобладание Генуе, которая вскоре после того раздавила Пизу (1284 год) и победой при Курцоле нанесла сильный удар Венеции (1298 год). Основанная генуэзцами в Крыму Каффа подорвала торговлю венецианских черноморских колоний и заставила Венецию, особенно после разрушения Таны (Азова) монголами (1317 год), усилить свои отношения с сирийскими и египетскими портами.
Левантская торговля через Сирию все больше и больше процветала. Акка, завоеванная было Саладином, в 1191 году была взята обратно крестоносцами третьего похода и сделалась ещё более блестящим торговым центром. Наряду с венецианцами, генуэзцами и пизанцами там появились теперь купцы из Флоренции, Сиены, Пиаченцы, а также англичане, провансальцы (из Монпелье и Марселя), испанцы (из Барселоны). Кипр сделался при Лузиньянах значительной эмпорией; небольшая Киликийская Армения давала свободный проход купцам.
С сирийскими портами успешно конкурировала египетская Александрия. Товары, шедшие через Александрию, проходили водою все огромное пространство от Китая и Индии до Венеции, Марселя и Барселоны, за исключением небольшого клочка суши между Красным морем и Нилом. Это было дешевле, скорее и вернее. Склады Адена, с их громадными запасами восточных товаров, лежали близко от этого пути; египетские купцы встречались там с персидскими и индийскими. В Красном море торговали почти исключительно арабские купцы, у которых в Йемене был благоустроенный порт Зебид. Египетские купцы на африканском континенте высаживались в Айдабе (близ мыса Эльбеа), оттуда караванным путём добирались до Нила, а по Нилу до Александрии. Здесь собирались главным образом товары со всего Востока; здесь получали их европейские купцы. Александрию посещали не только купцы средиземноморских портов Западной Европы и византийцы, но, вероятно, и немцы, и даже русские. Первенствовали и тут Генуя, Пиза и Венеция. Христианским владетелям в Сирии это не нравилось; при заключении в 1156 году договора с Пизой, иерусалимский король Балдуин IV грозил, что если ливанские купцы будут продавать фатимидскому султану железо, строевой лес и смолу, то эти товары будут отниматься у них силою. И после падения Фатимидов отношения итальянцев с египетскими султанами не прекращались; в 1208 году Венеция заключила с Египтом договор. На пути между востоком и западом немалую роль играл остров Кипр.
С появлением монголов открылись новые пути, по которым западные купцы, умевшие ладить с татарами, проникали в самое сердце великой монгольской державы. Один вел из Малой Армении или из Трапезунда в Персию и через Багдад и Персидский залив морем в Китай, другой — из южной России через Центральную Азию в Китай. С открытием сообщения с Востоком через Чёрное море торговый оборот Запада ещё больше увеличился. Время от конца XIII до конца XIV века было эпохой наиболее оживленного обмена Европы и Азии. С XV века начинается упадок. Пути, которые в течение трех столетий обогащали Европу, стали забываться; на них появились османы. Открылись новые пути; другие нации забрали в свои руки наследие великих итальянских республик.

## Возрождение европейской торговли
Открытие в Европе Левантских портов сейчас же отозвалось целым рядом серьезных последствий. Итальянцы переняли у Востока секреты его производства; различные отрасли промышленности выросли в городах Апеннинского полуострова. Городские классы стали крепнуть и развиваться; мелкие феодалы, затруднявшие торговлю своими разбоями и бесчисленным количеством всевозможных пошлин, пришли в упадок; более крупные князья старались привлечь купцов в свои владения, оделяя их привилегиями, устраивая для них рынки и ярмарки; купцы организовались в гильдии, города — в союзы. Торговля притягивает к себе все больше и больше сил, как из аристократии, так и из вилланов, которым «городской воздух давал свободу».
В центре европейского торгового оборота по-прежнему стоит Италия. От неё расходятся во все концы Западной Европы торговые пути: один идет морем через Гибралтарский пролив и Ла-Манш мимо Франции и Англии во Фландрию, другой от Лионского залива по Роне и Соне вглубь Франции и по Мозелю и Рейну к Северному морю; третий переходит через Альпы. Первоначально главным проходом продолжал оставаться большой Сен-Бернар; с ним соперничали Септимер и Бреннер; но постепенно приобретают популярность другие проходы системы Роны и Рейна — Лукманир, Гримзель, Симплон. Сен-Готард все ещё не был известен. Европейские купцы вытеснили еврея, как прежде сирийца; европейский обмен делается мировой торговлей. Натуральное хозяйство уступает производству на рынок; в первое время после начала крестовых походов разве только полотняные ткани продолжали производиться дома, но лён уже тогда стал вытесняться шерстью. Фландрия первоначально господствовала на шерстяном рынке, перерабатывая в тонкие сукна английское сырье; но со времен Эдуарда III, призвавшего к себе фламандских мастеров, и Англия перестала ограничиваться выделкой простых, грубых материй и научилась более совершенным приемам. С обеими странами все более и более победоносно конкурирует Италия, в особенности Флоренция и Лукка. В огромном количестве потребляла Европа восточные курения, благоухания, пряности, целительные средства; в Германии только теперь появились дрогисты. Швеция и Англия посылали через Альпы металлы; в самых Альпах начиналось горное дело; Золинген, Пассау, Регенсбург славились своим оружием; несколько позднее по всей Европе распространилась слава миланских панцирей.
В XIII веке мировая торговля получила сильный толчок благодаря знаменитым шампанским ярмаркам во Франции. Их было шесть; они действовали почти без перерыва поочередно в Ланьи, Баре, Провене и Труа (в двух последних — по два раза). Для немецко-итальянской торговли ещё важнее оказалось открытие Сен-Готардского прохода.
Развитие торговых оборотов вызвало резкую перемену во взглядах на денежную прибыль. Феодальному хозяйству была незнакома торговая сделка, предполагающая прибыль. Каноническое право резко осуждало всякий процент; всякая денежная операция подводилась под понятие ростовщичества. Эти нормы были обязательны для христиан; поэтому все кредитные сделки находились в руках евреев. С расширением торговых оборотов возникли новые требования, к услугам которых явилось реципированное римское право. Болонские юристы провозгласили законность роста; формулу их, смягченную толкованиями позднейших глоссаторов, должна была признать и церковь. Кредитные операции флорентийских банкиров охватили собою всю Западную Европу. Наряду с крупными банкирскими домами функционировали банкиры, удовлетворявшие во Франции, Германии и Англии потребностям мелкого кредита. В связи со всеми этими условиями вырастает значение Ганзы, великого немецкого купеческого союза, возникшего в XIII веке в видах расширения и облегчения немецкой торговли за границей. Основой для неё послужили местные торговые гильдии, городские союзы и торговые дворы (ганзы) за границею. Из последних древнейший — стальной двор в Лондоне, основанный кельнцами в XII веке. Отдельные городские союзы постепенно стали объединяться в один общий, первое место в котором принадлежало Кельну на западе и Висби на востоке; но с конца XIII века стал выдвигаться Любек, и под его руководством создалась великая Ганза, сосредоточившая в своих руках торговлю в Северном и Балтийском морях, начиная от Новгорода и кончая Англией; сфера её деятельности заходила и дальше, до Португалии и Испании.
В XII веке случился крупный факт, имевший большое влияние на европейскую торговлю: вымер род графов Шампани, поддерживавших ярмарки. Капетинги повысили ярмарочные пошлины, что нанесло сильный ущерб итальянцам. Затеянная Филиппом Красивым война с Фландрией нанесла сильный удар процветанию шампанских ярмарок; конкуренция ярмарок в Лионе и в Женеве довершила их упадок. Их роль перешла к Фландрии; итальянские купцы удалились из Франции, и там стало складываться своё национальное купечество, одним из ранних представителей которого является Жак Кэр, министр финансов Карла VII.
Другим выдающимся фактом этой эпохи был последний расцвет венецианской торговли. Генуэзская торговля пала, как только турки захватили Византию, а затем и главную черноморскую колонию Генуи, Кафу. Генуя подпала под власть Милана, как полувеком раньше Пиза — под власть Флоренции. Торговому расцвету Венеции, кроме упадка её соперников, способствовало широкое развитие её промышленности. Производство шелка, шелковых материй, бархата, парчи, сукон, полотна, кружев, хлопчатобумажных материй, оружия, ювелирных вещей, стеклянных изделий и проч. позволяло венецианцам удерживать за собою рынки даже тогда, когда получение левантских товаров стало затруднительно. Яркая картина торговых оборотов Венеции набросана в отчете дожа Мочениго, относящемся к 1420 году. Вся Европа, особенно Германия (Нюрнберг и др. города) учились торговому делу в Венеции. В Германии — в Констанце, Равенсбурге, Ульме, Аугсбурге — также появляются крупные независимые купцы.

## Географические открытия и их значение в истории торговли
Завоевание турками восточных берегов Средиземного моря и черноморского побережья закрыло прежние пути в Индию. Необходимо было отыскать новый путь в страну пряностей, курений и жемчуга. До 1453 года экспедиции на юг от Гибралтарского пролива не были систематичны, хотя португальцы и сделали несколько открытий по северо-западному берегу Африки. Эпоха великих открытий начинается с 1475 года, когда португальцы добрались до экватора; затем следуют одно за другим открытие мыса Доброй Надежды Диасом (1487 год), открытие Америки Колумбом (1492 год), открытие морского пути в Индию Васко да Гамой (1498 год), постепенное открытие и колонизация различных частей Северной и Южной Америки, кругосветное путешествие Магеллана. Последствия всех этих открытий были громадны. Теперь торговля сделалась морской по преимуществу, потому что после Колумба не боялись удаляться от берегов и пускаться в открытое море. Явилась возможность доставлять индийские товары морем, без перегрузки, в европейские порты; отсюда удешевление товаров и падение торгового могущества Венеции. По словам современника, при получении известия об открытии Васко да Гамы, Венеция «окоченела от ужаса»; самые мудрые люди стали говорить, что это — величайшее несчастие, когда-либо постигавшее республику. Венеция упала на степень второстепенной морской державы. Удешевление индийских товаров имело ещё и другое последствие — увеличение их потребления, следовательно, новое расширение торговых отношений, чему способствовал и наплыв драгоценных металлов из Америки. Из Америки же стали доставляться в Европу невиданные до тех пор товары: картофель, маис, табак, саго, какао, ваниль, кока, ананасы; привоз кофе (Мартиника), хлопка и сахара (Антильские острова) сильно поднялся. С другой стороны для европейской промышленности открылись новые рынки, куда она могла сбывать в обработанном виде то сырье, которое получала из новооткрытых стран. С усилением промышленности увеличивается приток ремесленников в города, и развивается техническое разделение труда; в цехах, опасающихся конкуренции, появляется незнакомая средним векам исключительность и классовая противоположность между мастерами и подмастерьями; начинается борьба рабочих с предпринимателями. Денежное хозяйство все больше и больше крепнет, благодаря американскому золоту и серебру; появляется крупный торговый капитал, зарождаются фабрики, увеличивается количество банков, усложняются формы кредита, появляются биржи, Цена денег падает, цены на товар вырастают, налоги увеличиваются.

## Испания и Португалия
Торговое первенство, после открытия Америки и морского пути в Индию, перешло от Италии прежде всего к тем странам, корабли которых первые пристали к берегам Индии и Америки — к Португалии и Испании. Торговля с Индией и другими странами Востока была отчасти монополией португальской короны (главным образом перец), отчасти была предоставлена всякому подданному государства. Лиссабон короткое время было самым цветущим портом в Европе. Английские, голландские и ганзейские купцы могли получать там, кроме индийских продуктов, товары из Персии и Аравии (ковры, шелк, лошади, розовое масло), из восточной Африки (невольники, слоновая кость, гумми, чёрное дерево), из Китая (шелк, фарфор, деревянные лакированные изделия), из западной Африки и африканских островов (слоновая кость, хлопчатник, сахар, вино, гумми, невольники), из Бразилии (красильное дерево). Управление индийскими колониями по жестокости не уступало хозяйничанью испанцев в Америке и вызывало страшную ненависть; туземцы поддержали англичан и голландцев, когда они, вследствие закрытия Филиппом II (Португалия с 1580 по 1640 годы была под властью испанцев) доступа их кораблям в Лиссабон, снарядили экспедиции в Индию и отняли у португальцев все их колонии, за исключением Гоа.
Испания и в средние века была уже значительным этапом мировой торговли. В XIV и XV веках Барселона соперничала с Генуей и Венецией; в XV веке Генуя и Флоренция находились в оживленных торговых отношениях с портами Испании, среди которых выдвигаются Валенсия и Картахена, а к концу века — Альхезирас и Малага. Гавани Андалузии — Севилья, Кадис, Санта Мария — приобретают значение, как промежуточные станции между Италией и Англией. Северные гавани — Корунья, Сан-Себастьян, Сантандер — славились своими корабельными верфями и китоловами. Вывозила Испания шерсть, кожи, вино, фрукты, масло и шерстяные ткани из арабских мастерских. Фердинанд и Изабелла, после завоевания Гранады, оставили в силе промышленное законодательство мавританских владетелей, которое, облагая сырец, освобождало от пошлин шелковые материи. Это послужило первым толчком к промышленному подъёму страны. Изабелле обязана своим возникновением и шерстяная промышленность. Открытие Америки, особенно со времени завоевания Мексики, вызвало прилив золота и серебра. Это привело к падению ценности благородных металлов. Карл V распространил право торговли «с Индией» на всех подданных государства и отчасти уничтожил монополию Севильи, дозволив испанским кораблям отплывать в Новый Свет из Коруньи, Байоны, Бильбао, Сан-Себастиана, Картахены, Малаги, Авилеса и Ларедо. Ежегодно в колонии отплывало более 100 кораблей; столько же торговало с Англией, Фландрией и Ганзой. Таможенная пошлина была невелика, всего 7,5 %, а барыши — огромные. Хорошо осведомленный современник передает, что обычным способом оценки купленных в колониях товаров была надбавка 166 % к первоначальной их стоимости. За испанские товары колонии обязаны были уплачивать местными продуктами; колониальному производству правительство не давало развиваться. Иностранцам доступ в колонии был совершенно запрещен. Все эти меры повели к расцвету испанской промышленности. Шелковое производство, сосредоточивавшееся прежде в руках морисков, теперь занимало в Севилье и Толедо тысячи рук. Шерстяная промышленность питала почти треть всего населения; вся Кастилия жила ею. Кордова славилась кожевенной мануфактурой, Толедо — оружейными фабриками. Все это уничтожила близорукая политика Филиппа II. Религиозные преследования не обеспечивали спокойствия; золото непрерывно уходило за границу; в 1581 году отпали нидерландские провинции, в 1588 году была уничтожена Армада; в 1610 году изгнаны мавры (евреи подверглись изгнанию ещё раньше). Блестящая эпоха торгово-промышленного расцвета сразу миновала. При Филиппе V на короткое время оживилась торговля, поднялся и ввоз, и вывоз, но это было последней вспышкой. В начале XIX века у Испании не осталось колоний на Американском континенте.

## Русь

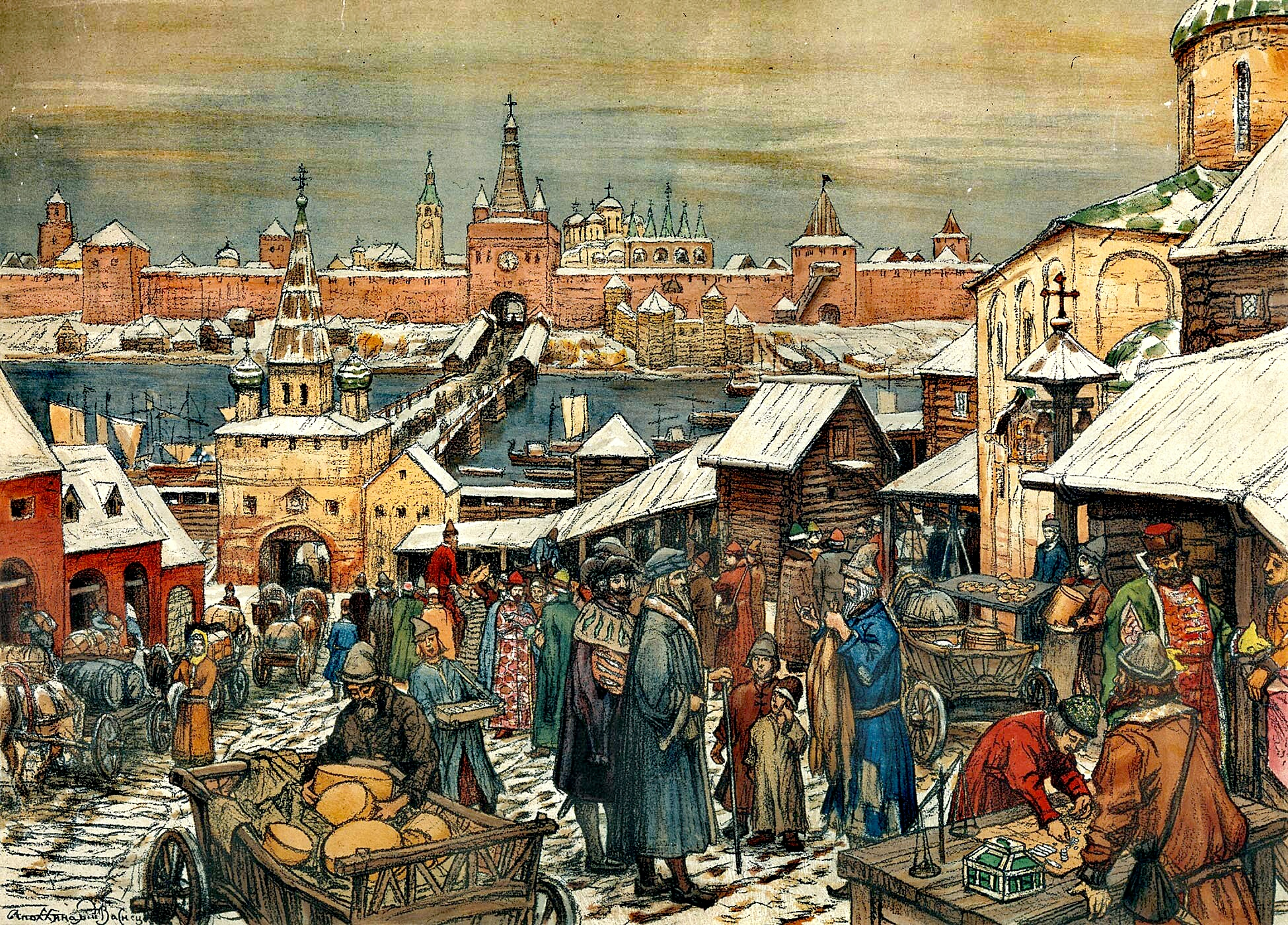
Новгородский торг. А.М. Васнецов

Рынки, или "торги", составляли необходимую принадлежность не только города, но и всякого значительного селения. Сюда собирались крестьяне из окрестных мест и обменивали свои произведения на железные или медные орудия, утварь и пр. Стольные княжие города были вместе и важнейшими торговыми пунктами, куда направлялись товары из далеких областей Руси. Главным средоточием торгового движения в Южной Руси служили Киев и Чернигов, а в Северной – Новгород и Смоленск. Например, в Киев направлялись караваны с солью как от таврических озер, так и с Карпатских гор из галицких копей. А в Новгород шли обозы с хлебом из краев суздальских и рязанских.
Своей предприимчивостью во внутренней торговле северорусские торговцы, кажется, превосходили южнорусских. Так новгородских гостей, а отчасти и смоленских можно было встретить почти во всех областях русских; ростовско-суздальские гости ездили в Киев и Чернигов. Благодаря такому взаимному обмену товаров между русскими областями внутренняя торговля на Руси была довольно развита и удовлетворяла насущным потребностям населения. Зато в торговле внешней, в сношениях с иноземцами купцы южнорусские, то есть галицкие, киевские, черниговские и переяславские, не уступали и самим новгородцам. Торговые сношения Южной Руси были направлены преимущественно на Византийскую империю. Хотя половецкие орды и стесняли движение по Днепровскому пути; но известно, что судовые караваны наших "гречников" продолжали плавать почти ежегодно по этому пути.
Новгород - крупнейший торговый контрагент средневековой Ганзы в Восточной Европе на протяжении всего периода его существования.Через Новгород вывозились товары, в том числе привезенные из других русских земель. Именно в Новгороде, а также в Лондоне, Брюгге (Фландрия) и Бергене (Норвегия), находилась одна из крупнейших ганзейских контор. 

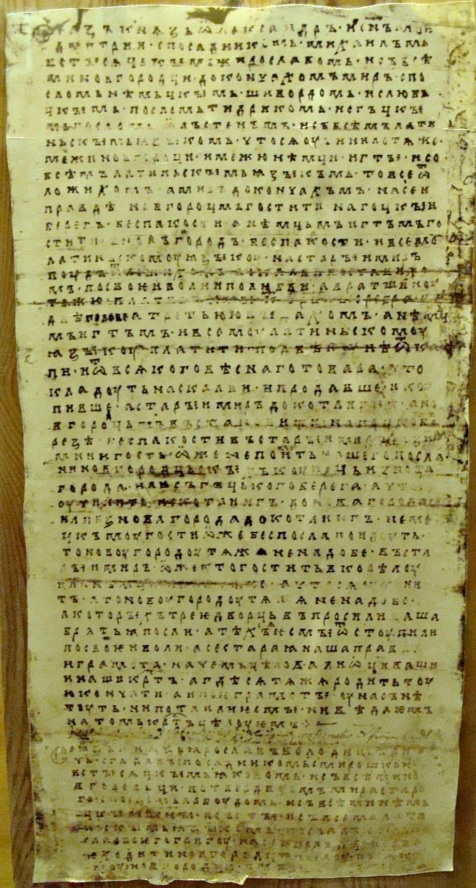
Договорная грамота Новгорода с Готским берегом, Любеком и немецкими городами о мире и торговле, 1262―1263 гг.

На рубеже XI-XII веков в Новгороде уже существовала торговая фактория готландских купцов — так называемый Готский двор с церковью Святого Олава, именовавшаяся новгородцами «Варяжской божницей». Она пострадала при пожаре 1152 года, когда сгорел новгородский торг. На Готланде, в Висбю, также существовало подворье новгородских купцов, тоже с церковью, остатки которой сохранились в этом городе.
Несколько позднее, во второй половине XII столетия, в Новгород прибыли немецкие купцы из северогерманских городов, в первую очередь, из Любека. Они основали в Новгороде Немецкий двор -  двор Святого Петра (по построенной в 1192 году церкви Святого Петра).
Между тем как суздальское купечество ездило в Камскую Болгарию, в землю Мордвы и других соседних Финнов, новгородские торговцы, с одной стороны, по судоходным рекам проникали в Заволочье и к Уральскому хребту; а с другой – они не довольствовались постоянным пребыванием у себя варяжских и немецких гостей, но сами плавали по Балтийскому морю, отправляясь за немецкими и варяжскими товарами на остров Готланд и промышленные города Славяно-Германского поморья. В торговле с Западной Европой деятельное участие принимали еще смольняне, витебляне и полочане. На сырые произведения Русской земли, преимущественно меха, воск и кожи, а также на дорогие товары греческие и восточные Северо-Западная Русь выменивала европейские сукна, полотна, металлические изделия, вина, сельдей, серебро, хлеб, соль и пр.
Значительная часть торговых оборотов совершалась на веру, то есть в кредит; о чем ясно свидетельствует Русская Правда, которая посвящает несколько статей порядку взыскания долгов с несостоятельного торговца. На существование кредита указывает и так называемое "резоимание", то есть ссуда денег или вещей ради "лихвы", или роста. Духовенство в своих поучениях сильно восставало против высоких процентов, которыми заимодавцы угнетали своих должников, и грозило первым вечной мукой, особенно тем, которые обращали бедных должников в свои холопы. Но в обществе еще мало развитом, при недостатке безопасности и большом риске проценты неизбежно бывают высоки.

## Нидерланды
Немедленно после отпадения от Испании Нидерланды начинают искать собственные торговые базы на Востоке. Побудительной к тому причиной было закрытие Лиссабона для голландских кораблей (1594 год). Корнелий Ван-Гоутман первый проехал на восток в 1595 году; в 1598 году голландский флот завладел Явой и частью Молуккской группы островов. Образовался целый ряд компаний, которые, не сговариваясь одна с другою, вывозили огромное количество товаров; отсюда падение цен и многочисленные банкротства. Тогда возникла Голландская Ост-Индская компания (1602 год), которой правительство даровало привилегию торговли по ту сторону Магелланова мыса, право строить форты, вести войны с восточными князьками и заключать с ними договоры, право полиции и администрации в колониях. Менее блестящи были дела Вест-индской компании; она больше торговала невольниками и занималась каперством, чем вела правильную торговлю. Помимо восточной, Нидерланды вели большую посредническую торговлю между европейскими странами. Особенно много ввозили нидерландские купцы во Францию (преимущественно шерсть из Англии и Испании). На северо-востоке Европы они отбили у англичан русские рынки (в конце XVI века); в обмен на колониальные товары они получали в Архангельске корабельный лес, железо, пеньку, коноплю, сало, меха и проч. В Лейдене, Роттердаме, Амстердаме процветало рыболовство и китоловство. Когда войны XVI века разорили Фландрию, центр торговли из Антверпена перешел в Амстердам. В середине XVII века торговый флот Нидерландов состоял из 35 000 кораблей, равных по вместимости половине всего европейского флота. Саардам славился своими верфями. Нидерландские банкиры ссужали деньгами правительства. Первый удар благосостоянию Нидерландов был нанесен тюльпанным ажиотажем 1634—1638 годов; за ним последовал навигационный акт Кромвеля (1651 год), который Нидерланды вынуждены были признать после неудачной войны. Во второй половине XVII века протекционизм делается основой торговой политики, в связи с распространившимся учением меркантилизма; Нидерланды пострадали от этого больше других государств. История нидерландской торговли в XVIII веке есть история постепенного её упадка.

## Англия
Английские купцы стали заводить постоянные отношения с континентом в XIII веке. Главным предметом вывоза была уже в это время шерсть. При Эдуарде появляется класс стэплеров (англ. merchant staplers); так назывались купцы из числа торгующих с континентом, которые были обязаны свозить свой товар в определенные правительством пункты и подчинялись особой регламентации. С конца XIV века такими пунктами были Кале и Брюгге. Сначала стэплеры вывозили только сырье, потом стали вывозить и шерстяные материи. Операции их получили огромное развитие, так как у Англии долго не было конкурентов на европейском рынке. В середине XV века начинается вывоз шерсти из Испании и возникает отчаянная борьба между нею и Англией. При Генрихе VIII английский вывоз несколько уменьшается, но при Елизавете, благодаря узкой торговой политике Филиппа II, превосходству английской шерсти и развитию пастбищного хозяйства в самой Англии (путём огораживания общинных земель), кризис миновал, и торговля шерстью вновь стала быстро развиваться. Кроме стэплеров, действовавших преимущественно на северо-западе Европы, английская торговля со времен Генриха VIII была представлена ещё «купцами на свой риск» (англ. merchant adventurers), которые торговали повсюду: в Исландии, в Пруссии, в Испании, в Италии. Пошлины на ганзейские товары, при Эдуарде VII составлявшие 20 %, были подняты Елизаветой до 27 %. В 1597 году были закрыты ганзейские конторы в Лондоне. Вывоз кож был запрещен Генрихом VIII, ввоз кожевенных изделий — Елизаветой, вывоз шерсти — Яковом I. С другой стороны были введены вывозные премии. Все эти меры и в особенности навигационный акт подняли английскую торговлю на неслыханную высоту. Испанская промышленность пала, нидерландская конкуренция была подорвана, Ганза обессилена; ежегодные посещения венецианского флота сделались излишни и прекратились уже в 1532 году. При Елизавете образовалось несколько торговых компаний: Русская, в 1554 году, для торговли с Россией через Белое море; Африканская — в 1562 году, для торговли с Гвинеей и Сенегалом (золотой песок, слоновая кость, перец); Остзейская или Балтийская — в 1579 году, для торговли с Балтийскими гаванями; Левантинская — в 1581 году, для торговли с Турцией, Сирией и Малой Азией (хлопчатая бумага, корица, кофе и др. колониальные товары); Ост-индская — в 1600 году. Существовала ещё французская компания, но торговля с Францией, ввиду постоянных войн, была ничтожна.
Наибольшее значение получила Ост-индская компания. В Америке английские колонии росли быстро и сделались неисчерпаемым источником сырья (строевой лес, смола, деготь, железо, меха, кожи, рыба, масло, индиго, какао, табак, рис, сахарный тростник, маис) и богатым рынком. В 1613 году общая сумма английского ввоза и вывоза достигала 4 628 586 фунтов стерлингов, в 1622 году равнялась 4 939 751 фунтов, в 1663 году — 6 038 831 фунтов. Меркантильная политика стала постепенно смягчаться под давлением экономических и политических условий. Систему торговых договоров стали проводить впервые в истории. Уже метуэнский договор с Португалией 1703 года, приведший ко взаимному понижению пошлин, был заключен, вероятно, под влиянием торийских публицистов, а договор 1713 года с Францией был исключительно делом ториев (Болингброк). Только благодаря Адаму Смиту политика свободной торговли была усвоена вигами.
Английская промышленность поспевала за английской торговлей. Кроме шерстяных изделий, в конце XVII века составлявших почти половину экспорта, вывозилось, главным образом в колонии, полотно. В конце XVIII века Англия из земледельческой страны окончательно превращается в промышленную. К началу XVIII века (1714 год) сумма ввоза и вывоза достигает 11 миллионов фунтов стерлингов, а один экспорт составляет 8 миллионов; в 1761 году сумма вывоза равна 16 миллионам фунтов стерлингов, ввоза — 10 миллионов. Вместимость английских кораблей с 95 000 тонн в 1663 году поднялась до 327 000 в 1712 году и 932 000 в 1784 году.

## Франция
До времен Кольбера французская внешняя торговля не могла конкурировать с португальской или нидерландской. После того как пришли в упадок шампанские ярмарки, их торговая роль перешла частью к Фландрии, частью к другим французским городам. Среди них выдвигается Лион, со времени основания Людовиком XI известной когда-то ярмарки, не только благодаря своему удобному положению, но и благодаря своей промышленности. Франциск I в 1540 году постановил, чтобы все заграничные парчовые и шелковые материи направлялись через Лион; здесь они распаковывались и оплачивались 5 % пошлиной (позднее 10 %). В том же 1540 году было постановлено, что пряности могут ввозиться во Францию только тогда, когда они идут или непосредственно из мест добываниях их, или из эмпорий Португалии, Италии и Востока; в 1549 году Генрих II распространил это постановление на аптекарские товары. Первая мера затрудняла для иностранных материй конкуренцию с французскими, вторая поощряла французских судохозяев и оберегала местные порты от таких соперников, каким в то время был, например, Антверпен. Испанские шелковые материи почти исчезли с лионского рынка, тосканские сукна были вытеснены местными (из Пикардии, Нормандии и Лангедока), венецианский и ломбардский ввоз сразу упал. Но, покровительствуя национальной промышленности и торговли на счет чужеземных купцов, французские короли находились ещё во власти феодальных представлений о налоге, когда дело шло о вывозе продуктов местной промышленности; вывозные пошлины, как при переходе границы королевства (фр. haut passage), так и при переходе из одних провинций в другие, сохранялись и немало тормозили торговлю. При Генрихе IV и его министре Сюлли истребление разбойников, расплодившихся в эпоху смуты, упорядочение путей сообщения, облегчение податей, подъём сельского хозяйства, мудрое финансовое управление способствовали оживлению промышленности и торговли. Религиозные войны сильно подорвали шелковую промышленность; иностранные фабрикаты вновь заполнили рынок. Генрих поощрял разведение шелковичных червей; в Провансе, Лангедоке, Лионнэ и Дофинэ выросли огромные плантации; шелковая промышленность быстро оправилась; рядом с нею возникли другие отрасли производства (выделка ковров, стекла и фаянса, предметов из кожи, бумаги и т. п.). Покровительственная политика стала более осторожной; Генрих уступил, когда таможенная война с Испанией в 1603 году грозила вытеснением французских товаров английскими.
В это же время начинается активная колониальная политика; учреждается должность королевского генерального лейтенанта в Канаде (1598 год), организуется Французская Ост-Индская компания (1604 год), просуществовавшая недолго.
Новая эра в истории французской торговли наступает при Кольбере. Он первый решается отступить от феодальных внутренних барьеров, хотя действует тут ещё крайне робко; значительно улучшает пути сообщения, которые даже после Генриха IV оставляли желать очень многого; вместо грунтовых дорог строит шоссе; проводит два важных канала — Орлеанский и Лангедокский (последний соединил Атлантический океан со Средиземным морем). В 1653 году Кольбер писал в мемуаре, представленном им Мазарини: «Нужно восстановить или создать все отрасли промышленности, даже производство предметов роскоши, принять покровительственную систему, организовать промышленников и купцов в корпорации, восстановить морскую торговлю продуктами Франции, увеличить колонии». Эту программу он исполнил. Таможенная политика Кольбера выразилась в эдиктах 1664, 1667, 1669 и 1671 годов. Уже первый значительно повышал ввозные пошлины на такие товары, которые производились и во Франции, и в то же время поощрял вывоз сырья. В 1667 году пошлины на некоторые предметы были удвоены, на другие увеличены ещё больше. В 1669 и 1671 годах венецианские зеркала и кружева были вовсе запрещены к ввозу во Францию. Венеция не могла бороться, но Нидерланды, после неудачных попыток добиться смягчения тарифа 1667 года, повысили в свою очередь пошлины на французские вина, ликеры и другие продукты, что вызвало неудовольствие французских виноделов и довело до войны 1672 года. Закончивший её Нимвегенский мир заставил Кольбера уступить. Такие же столкновения бывали и с Англией, и Кольбер должен был и здесь пойти на уступки. Для развития внешней торговли Кольбер очень заботился о флоте. Вывоз из Франции был почти отнят у голландцев; французский торговый флот был доведен до 2000 с лишком судов. Франция сделалась третьей морской державой. Колониальная торговля Франции никогда не была блестяща; компании, учрежденные с этою целью действовали неудачно. Успешнее были усилия Кольбера найти новые рынки для французских товаров. Договор с Турцией сильно поднял левантскую торговлю Марселя; так же оживленна была торговля Франции с Россией, Данией, Германией. При преемниках Кольбера предпринятое им дело приходило все в больший упадок. Отмена Нантского эдикта лишила страну 200 000 лучших рабочих, которые переселились в Швейцарию, Англию и Бранденбург; войны XVIII века отняли у неё почти все колонии. Государственное хозяйство было подорвано уже при Людовике XIV; вслед за тем произошел колоссальный крах Джона Ло. Французская торговля вновь стала на ноги только в XIX веке.

## Германия
Экономический переворот, заменивший натуральное хозяйство денежным, на Германии отразился очень быстро, благодаря тому, что она являлась естественной посредницей между Италией и Севером. Немецкие купцы появляются в Италии и Англии. Рейнские города становятся крупными эмпориями, особенно Кобленц, который увеличил свои годовые обороты с 15 000 кг серебра в 1267 году до 200 000 через двести лет. Вместе с торговлей появляется и разрастается промышленность, особенно горная. Денежный капитал приобретает все большее значение.
Этот расцвет продолжался недолго. Открытие Америки и морского пути в Индию для Германии оказалось так же гибельно, как и для Италии. Его роковые последствия немецкие купцы пытались устранить, перенеся свои капиталы в португальские и испанские предприятия, но это только отдалило неизбежный конец. Ещё до открытия Верхняя Германия (Нюрнберг, Аугсбург, Базель) имели отношения с Пиренейским полуостровом. Немецкие купцы ездили туда или сухим путём через южную Францию в Барселону, Сарагоссу и др. города, или, перевалив через Альпы, садились на корабли в итальянских и французских портах и высаживались в Барселоне и Валенсии. Эти отношения особенно участились с начала XV века. Когда выяснилось мировое значение Португалии и Лиссабона, немецкие купцы как из Верхней Германии, так и из Нижней, уже имели там заложенные связи. В середине XV века мы встречаем в Лиссабоне немецкую колонию. Фуггеры (в Аугсбурге) в начале XVI века стали развивать торговые отношения с Востоком из Лиссабона. Когда на голове Карла V испанская корона соединилась с немецкой, связи между Германией и Пиренейским полуостровом ещё более упрочились. Фуггеры стали разрабатывать алмаденские рудники и основали было колонию между Перу и Магеллановым проливом (1530 год); Вельзеры стояли во главе компании, колонизовавшей, в 1529 году, Венесуэлу. В руках Лиссабонских немцев в 1576—1580 годах находилась почти вся торговля индийскими пряностями.
В конце XVI века все рухнуло; в Аугсбурге одно банкротство следовало за другим; в 1614 году разорились Вельзеры, в середине XVII века — Фуггеры. Ганза истощила свои силы; внутренние ганзейские города, которым Нидерланды заперли выход из Рейна и Шельды высокими пошлинами, пришли в упадок; только Гамбург ещё держался, и то потому, что питался крохами нидерландской торговли. Торговля в Северном и Балтийских морях постепенно переходила от Ганзы в руки голландцев; её главный опорный пункт на Руси, Великий Новгород, пал ещё в XV веке, и пути в Россию были перенесены на далекий север. Английскую торговля Ганза потеряла в конце XVI века; на Зунде Дания установила пошлины, подорвавшие торговлю Любека. Ко всему этому присоединились опустошения, произведенные тридцатилетней войной. Попытки оживить ганзейский союз (1630 год) и подтверждение привилегий Ганзы Вестфальским миром не привели ни к чему; последнее собрание Ганзы в 1669 году было пустою формальностью. Великий союз прекратил своё существование, и в Германии воцарилась натурально-хозяйственная реакция. Все старые промышленные отрасли пали под ударами английской, французской и нидерландской конкуренции; удержались только полотняная промышленность и отчасти металлическое производство.
Медленное возрождение начинается лишь с началом XVIII века: в Пруссии стали обнаруживаться результаты деятельности великого курфюрста, который с распростертыми объятиями принимал французских ремесленников гугенотов, бежавших после отмены Нантского эдикта, и в таможенной политике был последователем Кольбера. С другой стороны, Германия понемногу оправилась после тридцатилетней войны; прежние отрасли производства вновь стали крепнуть. В XVIII веке полотняное производство стоит уже довольно прочно; вывоз полотна делается довольно значительным. Тем не менее в XVIII веке Германия больше ввозит, чем вывозит; разница между ввозом и вывозом в период между 1700 и 1790 годами составляет около 550 миллионов таллеров, то есть около 6 миллионов ежегодно. В связи с политическими условиями перемещаются в XVIII веке центры торговли и промышленности. Раньше эту роль играли вольные города (Аугсбург, Нюрнберг, Ульм, Регенсбург, Кельн, Ахен, Ганзейские города); теперь торговля и промышленность постепенно притягиваются в резиденции государей. Старые центры торговли, за немногими исключениями (Гамбург), не могли оправиться от кризиса конца XVI и начала XVII веков, а в новые центры купцы и промышленники привлекались обещанием усиленного покровительства.
Плохо организованная система покровительства приводила к ухудшению качества товаров; на это раздаются жалобы среди современников (Ю. Мозер). После первой трети XVII века и до первых попыток торгового объединения страны в первой трети XIX века, немецкой торговли в собственном смысле не существовало. Политическая рознь была сильна; таможенные барьеры, единственною целью которых были фискальные интересы, вредили интересам торговли не только внутренней, но и внешней. При этих условиях торговля и промышленность обнаруживают тенденцию сосредоточиваться в тех государствах, которые располагают более действительными средствами покровительства, и в которых можно рассчитывать на стойкий и значительный внутренний рынок.
В Австрии уже с начала XVIII века, замечаются планомерные попытки оживления торговли и промышленности. Карл VI превратил Триест в porto franco. При Марии Терезии в страну были призваны опытные ремесленники из Нидерландов, Англии, Франции, Швейцарии, Саксонии, устроены прядильные школы, запрещен вывоз сырья, основан «Торговый совет», раздававший беспроцентные ссуды на промышленные предприятия, в портах и торговых пунктах Португалии, Испании, Франции, Италии и Турции учреждены консульства, с отдельными государствами заключены торговые договоры. С 1764 года начинаются запрещения ввоза иностранных фабрикатов.
В Пруссии преемники великого курфюрста продолжали его политику. Для поощрения внутренней торговли при Фридрихе II улучшены пути сообщения, для поощрения внешней учреждена Восточная компания (1751 год), без особенного блеска просуществовавшая до 1799 года. Все эти меры подняли прусскую промышленность на значительную высоту. Центром её был Берлин.
Из других германских государств особенно выдавалась Саксония, со своим суконным, полотняным и железоделательным производством. Ежегодный оборот Лейпцигских ярмарок достигал 18 миллионов талеров, ежегодная прибыль от торговли — 3 миллиона талеров. Но все это были только зачатки, которые так и остались зачатками в течение первых шести десятилетий XIX века. Только после объединения Германии начинается для неё настоящая промышленная эра.

## Китай
Интересно, что в традиционном Китае идеология «конфуцианского торговца» «преследовала цель сделать купечество выразителем традиционных ценностей, а торговлю поставить на службу сложившимся общественным институтам».